# Adinda de Wit
Adinda de Wit (* vor 2000) ist eine niederländische experimentelle Teilchenphysikerin. Sie erhielt 2023 den Hertha-Sponer-Preis der Deutschen Physikalischen Gesellschaft.

## Herkunft und Ausbildung
Adinda de Wit stammt aus den Niederlanden. Von 2009 bis 2012 studierte sie an der Universität Utrecht Physik und Astronomie. Bis 2013 absolvierte sie einen Master-Studiengang am Londoner Imperial College, wo sie 2017 auch mit einer Arbeit über die Suche nach neuen Higgs-Bosonen promovierte, die auf Forschungen im Rahmen des CMS-Experiments am Large Hadron Collider (LHC) des CERN beruhte.

## Karriere
Von 2017 bis 2020 war sie Postdoc am Forschungszentrums DESY in Hamburg, wo sie an wichtigen Messungen zur Higgs-Physik mitwirkte. Bis April 2023 war sie Postdoc an der Universität Zürich in der Arbeitsgruppe für Experimental Particle Physics von Florencia Canelli, seither ist sie Postdoc am Laboratoire Leprince-Ringuet des Institut polytechnique de Paris. Darüber hinaus ist sie Koordinatorin aller Datenanalysen im Zusammenhang mit der Higgs-Physik in der CMS-Kollaboration.
2023 war sie eine der Hauptverantwortlichen für den Nature-Artikel zum 10. Jahrestag der Entdeckung des Higgs-Bosons, in dem über präzise Messungen der Higgs-Kopplungen berichtet wird. Im Mai 2023 lag ihr h-Index bei 73.

## Auszeichnungen
2023 erhielt de Wit gemeinsam mit Belina von Krosigk den Hertha-Sponer-Preis der Deutschen Physikalischen Gesellschaft „für ihre herausragenden experimentellen Beiträge zur ersten Beobachtung der Higgs-b-Bottom-Quark-Yukawa-Kopplung und zur präzisen Bestimmung der Higgs-Kopplungen.“, die im Rahmen des CMS-Experiments gelangen, einem Meilenstein der Teilchenphysik.